# Инар, Максимен
Оноре́-Максиме́н Ина́р (фр. Honoré-Maximin Isnard; 16 ноября 1755, Грас — 12 марта 1825, Грас) — французский революционер, жирондист, депутат Законодательного собрания и Конвента.

## Биография
Младший сын торговца из Граса Максимена Инара (Maximin Isnard) и его жены Анны Терезы Фанто́н (Anne Thérèse Fanton). Занимался продажей парфюмерных товаров, прежде чем открыть собственную мануфактуру по производству шелков и мыла.
Показал себя ярым противником двора, эмигрантов, поддерживал передачу принцев (братьев короля) под суд. Избранный в Конвент, он принимал горячее участие в борьбе жирондистов против монтаньяров. На процессе короля голосовал за смертный приговор.
17 мая 1793 года Инар был избран президентом Конвента, в котором господствовали в то время жирондисты, решившие уничтожить монтаньяров. Была образована комиссия из 12 членов, которая своими бесчисленными арестами настроила против себя население столицы. Когда 27 мая Инар ответил депутации от муниципального совета, протестовавшей против ареста Эбера, угрозой, что Париж будет срыт, он этим решил судьбу жирондистов. Несколько дней спустя (31 мая — 2 июня) жирондисты были низвергнуты. Инар скрылся, избегая ареста.
После падения Робеспьера он вместе с другими жирондистами снова попал в Конвент. В 1796 году Инар вошёл в Совет пятисот. В 1806 году он был назначен членом суда 1-й инстанции в Париже, став ярым реакционером.